# 浙江省革命委员会
浙江省革命委员会，简称浙江省革委会，是1968年至1979年间浙江省的省级国家行政机关。

## 历史
1968年3月15日，浙江省军事管制委员会提交《关于建立浙江省革命委员会的请示报告》，3月18日，中共中央、国务院、中央军委、中央文革同意。3月24日正式成立。委员一百五十名，其中常委三十七人。实行“一元化”领导，掌管党、政、财、文。下设办事组、政工组、人保组和生产指挥组四个组。同时成立浙江省革命委员会党的核心小组，组长南萍，第一副组长陈励耘，副组长赖可可、熊应堂，成员有沈策、王子达、朱全林、孟昭玉、戴克林。
1979年12月恢复浙江省人民政府。

## 领导
主任：南萍（1968年3月－1972年4月）、谭启龙（1973年5月－1977年2月）、铁瑛
副主任：陈励耘、熊应堂、周建人、赖可可、王子达、张永生、华银凤（女，金华良种繁殖场副场长，劳模）